# Taleb Larbi
Taleb Larbi (în arabă طالب العربي) este o comună din provincia El Oued, Algeria.
Populația comunei este de 7.074 de locuitori (2008).